# فرفیون زینتی
فرفیون زینتی یا تاج خار (نام علمی: Euphorbia milii) نام یک گونه از سرده فرفیون است که با نام مرجان مینیاتوری نیز شناخته می‌شود.

## نگارخانه

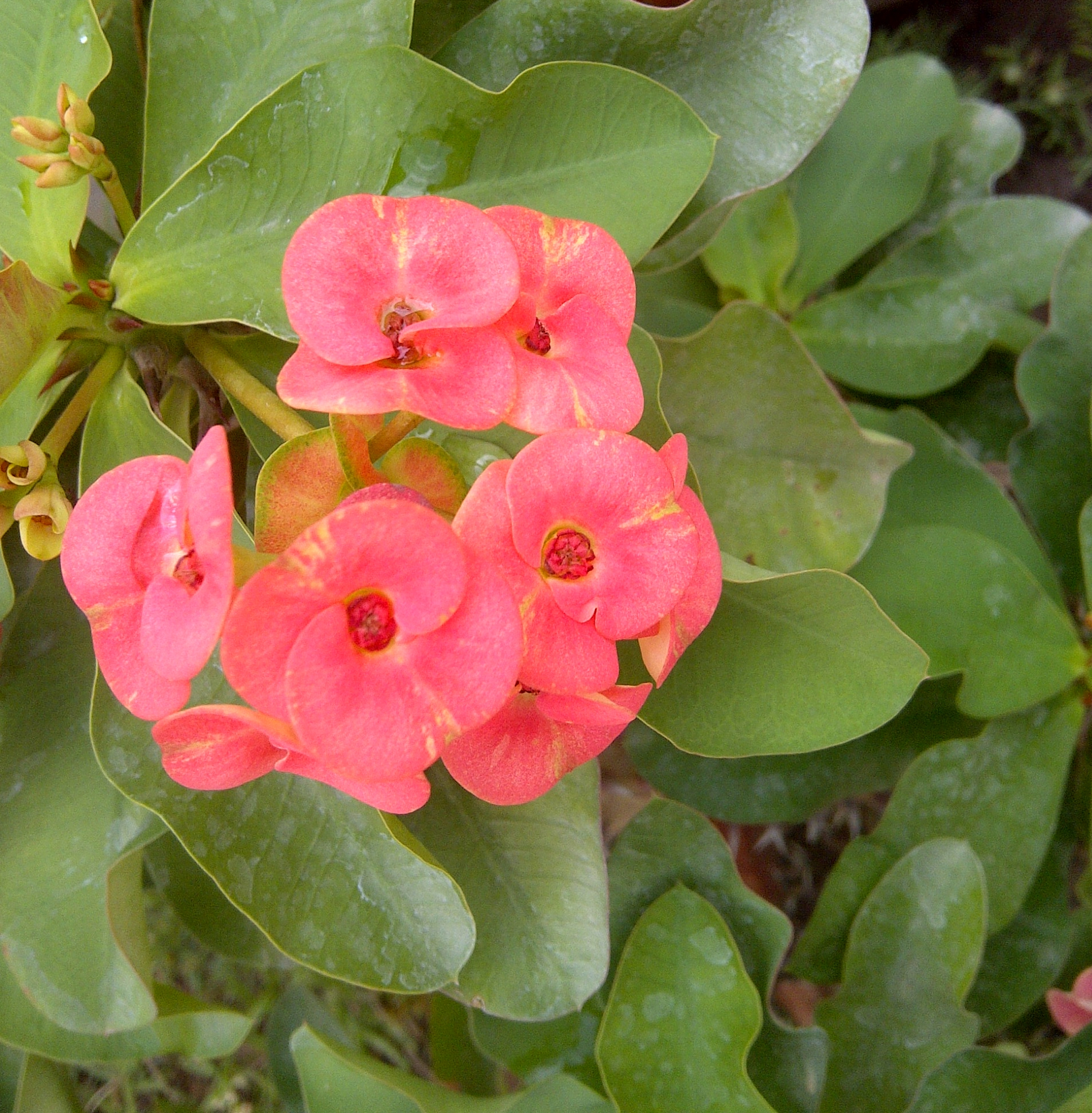
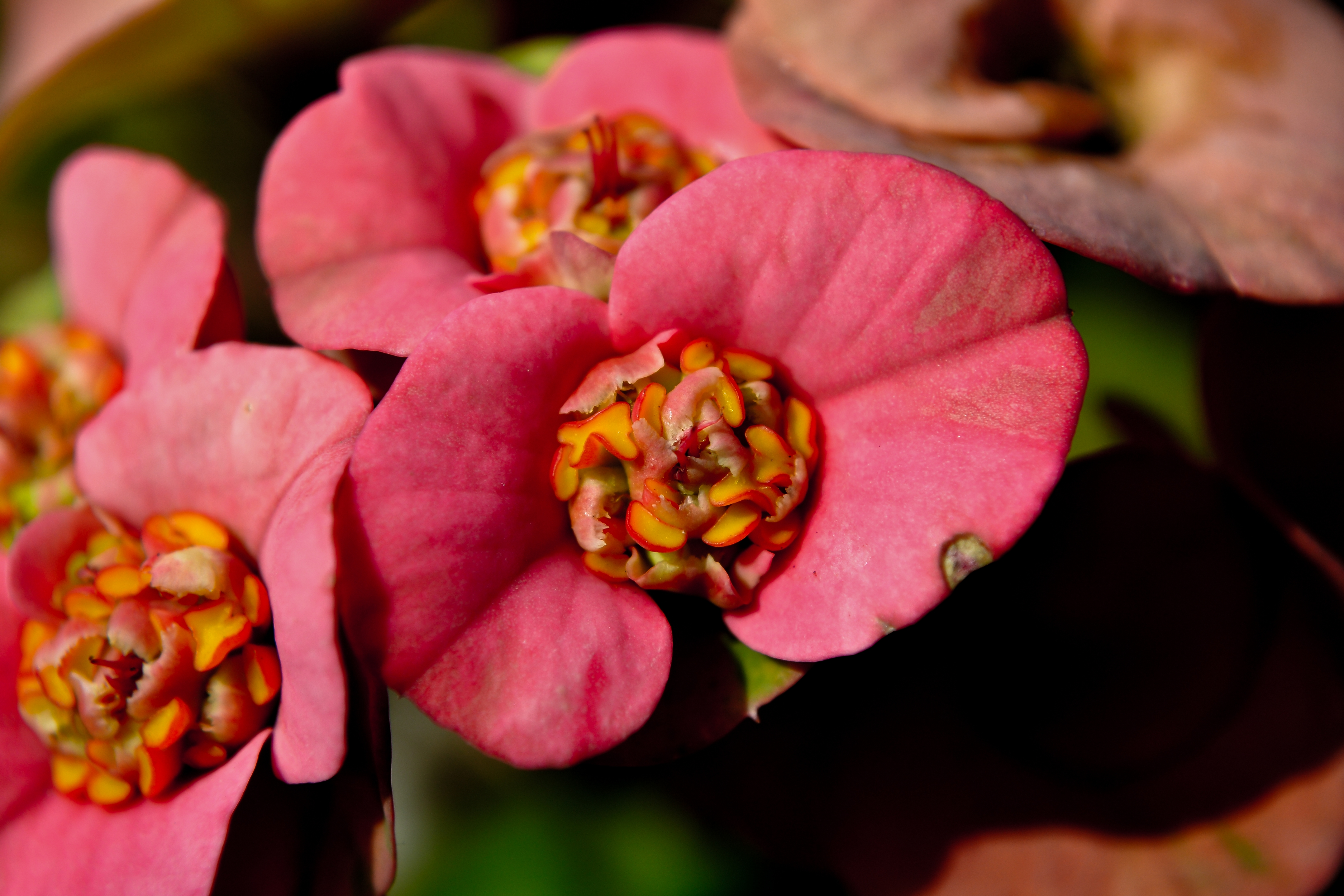
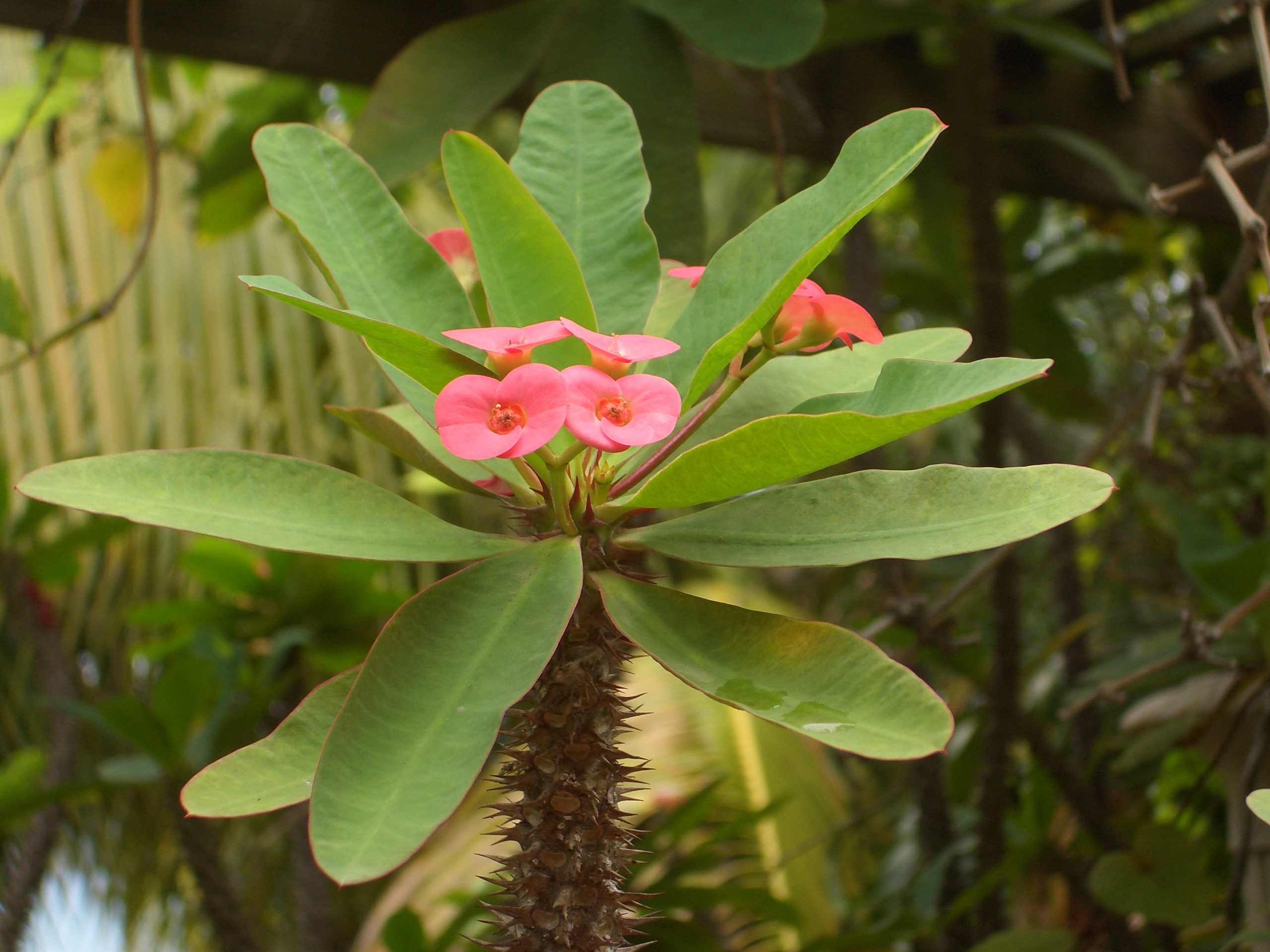
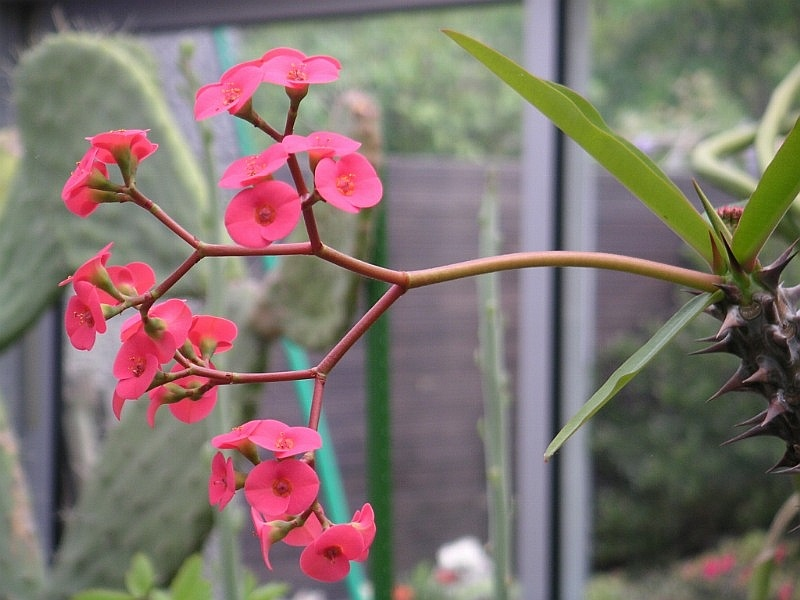
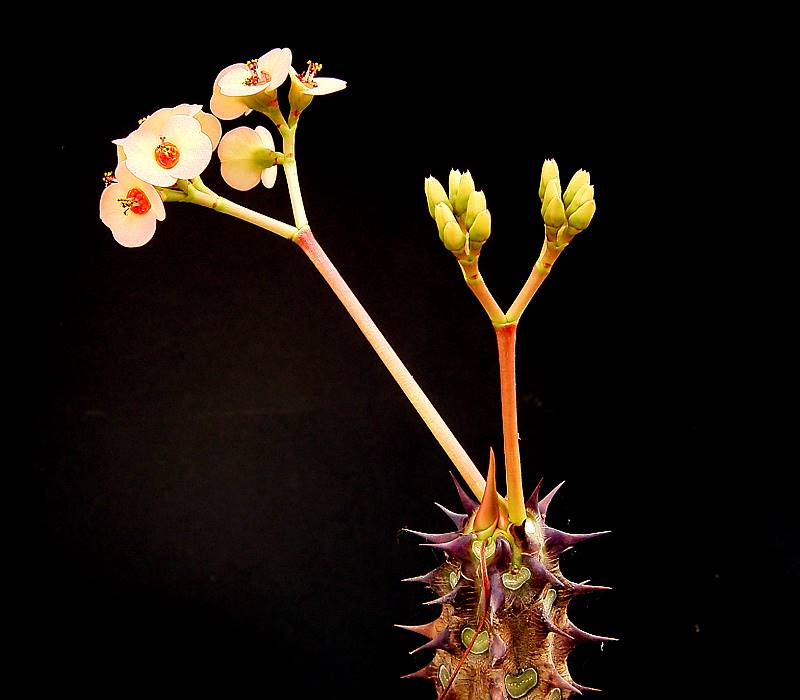
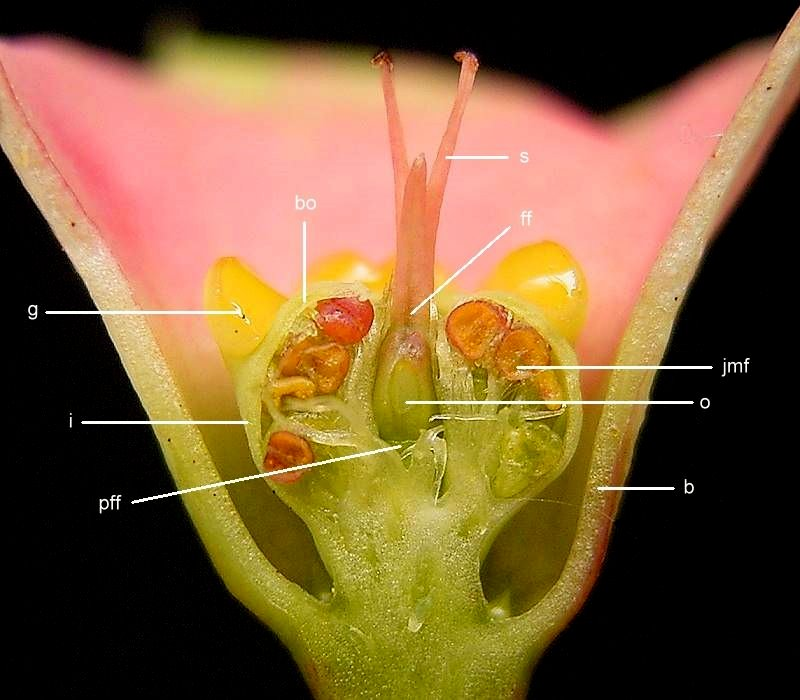
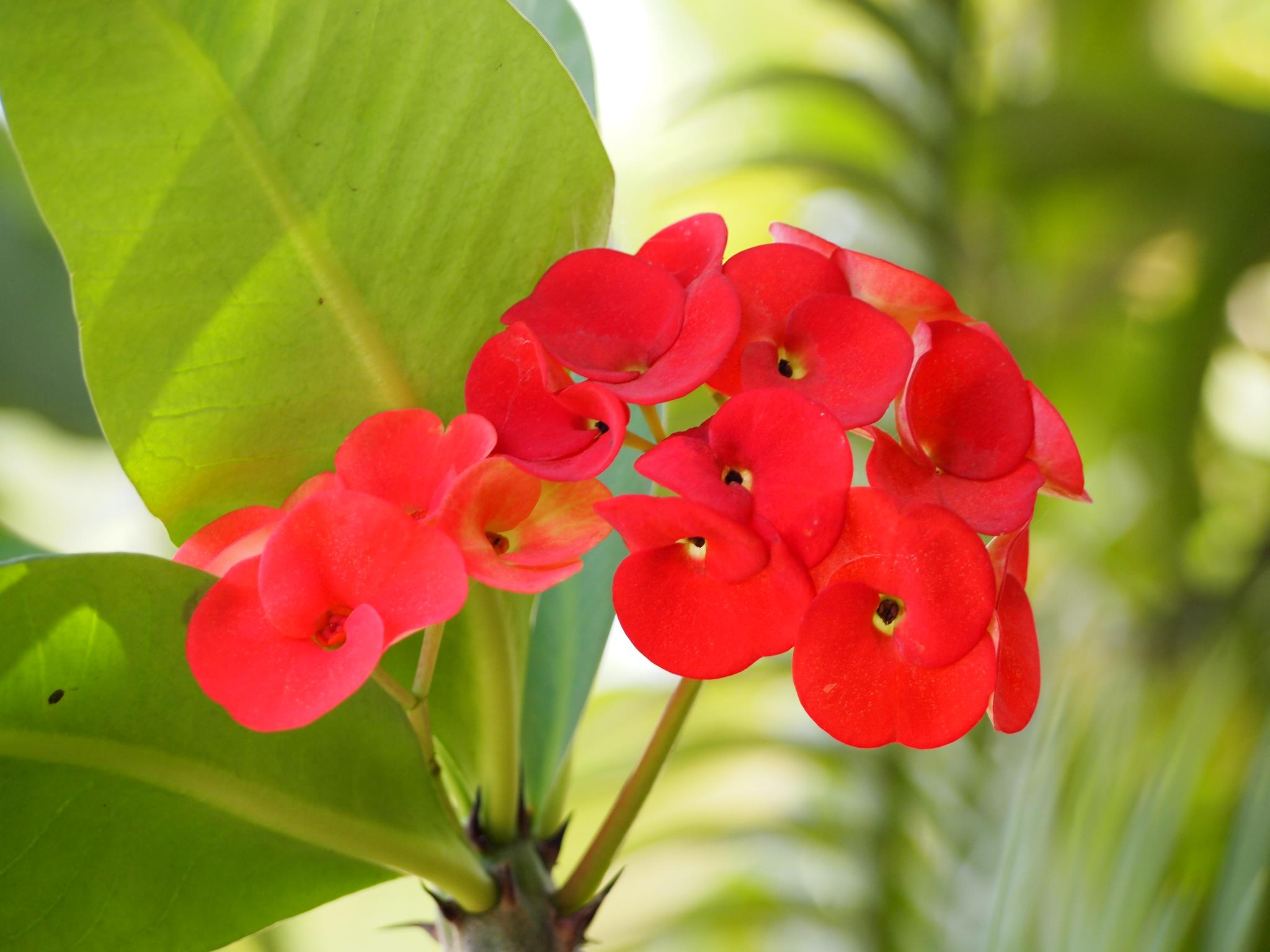
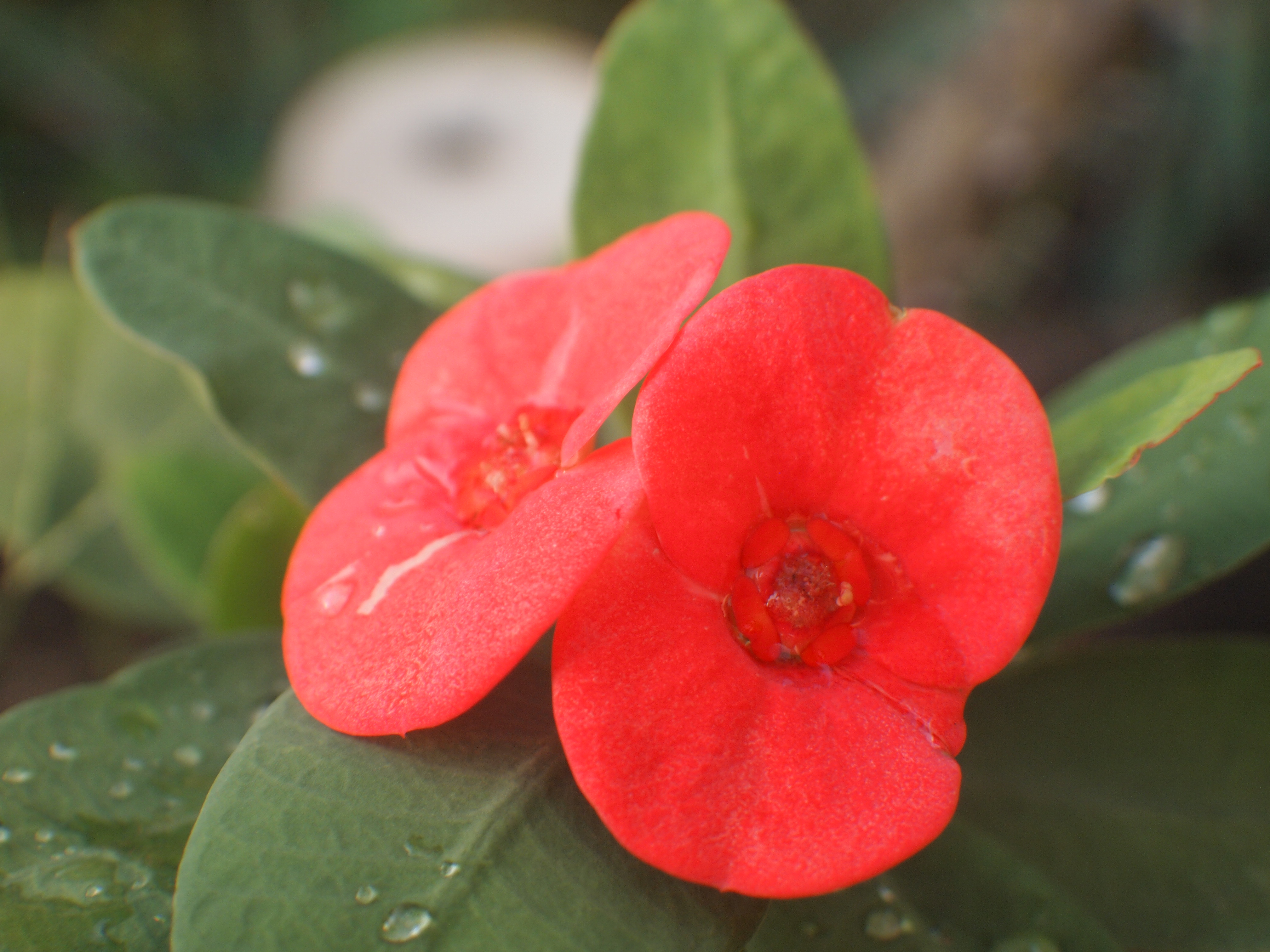
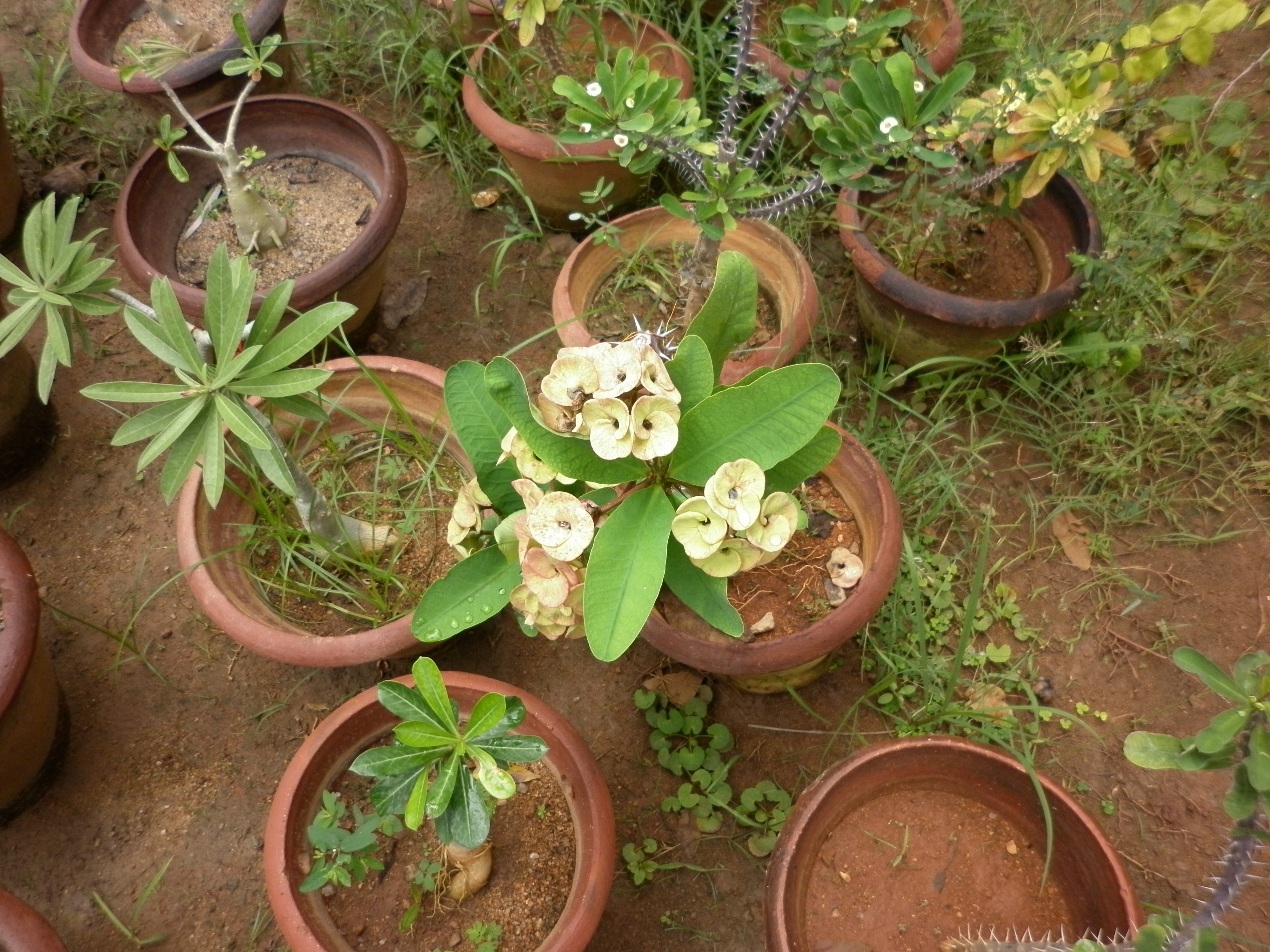
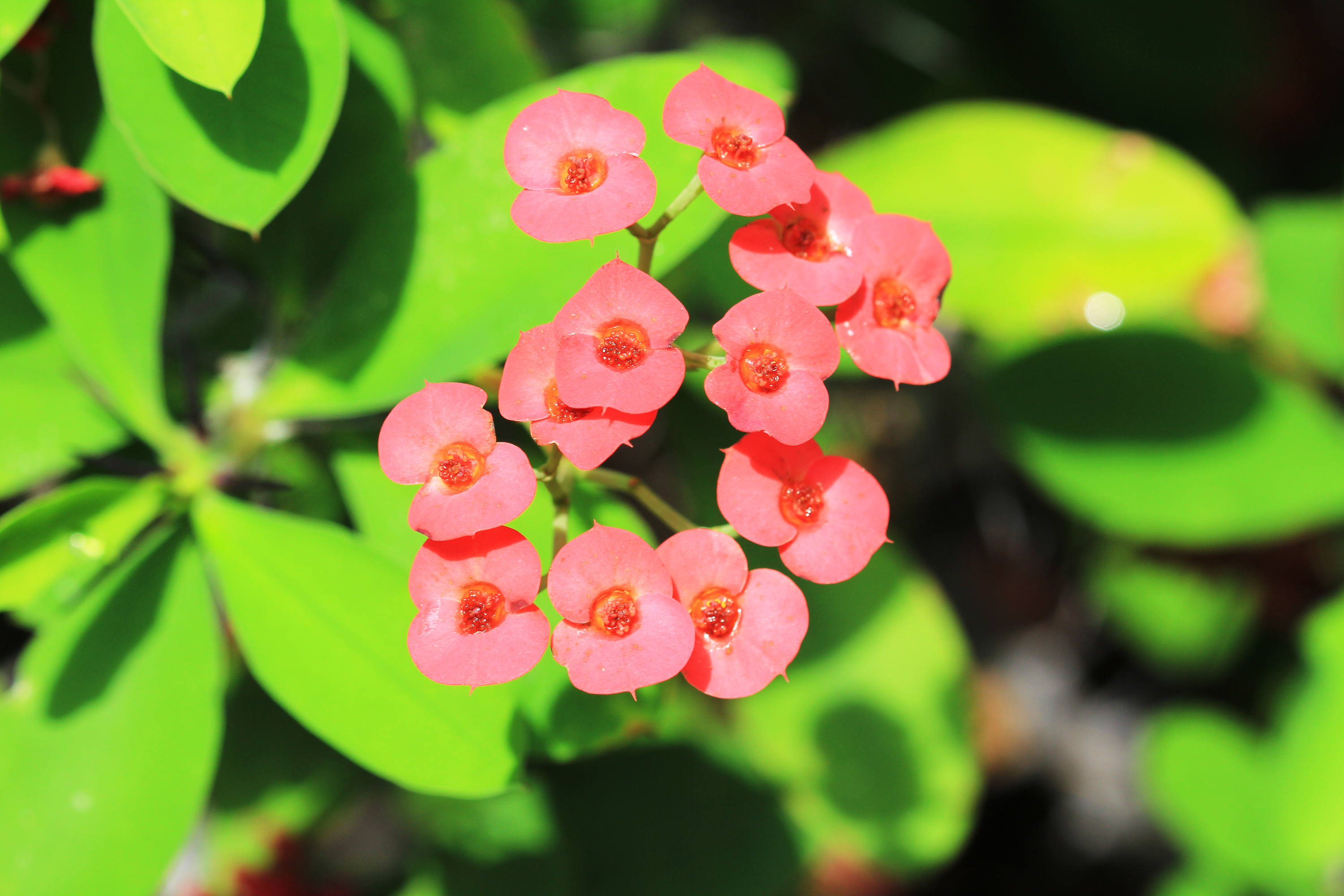